# Allysin Kay
Allysin Kay (Detroit, 5 novembre 1987) è una wrestler statunitense che combatte nel circuito della National Wrestling Alliance.

## Carriera

### Total Nonstop Action (2016–2018)
Allysin Kay compie la sua prima apparizione per la TNA all'evento Knockouts Knockdown 2016, sconfiggendo per count-out la pluricampionessa del mondo Gail Kim nel suo match di debutto.
Il 21 aprile 2016 viene annunciato che la Kay era stata messa sotto contratto dalla TNA. Compie il suo debutto per la promozione lo stesso giorno, nella puntata di TNA Impact!Impact! e con il ring name Sienna, attaccando Jade.
Più tardi inizia un feud sia con Gail Kim che con Jade, alleandosi nel frattempo con Maria ed Allie e posizionandosi quindi come una wrestler heel. Nell'episodio di Impact del 24 aprile, Sienna sconfigge Madison Rayne divenendo la contendente numero uno al titolo femminile di Jade e decretando un triple-threat match per la cintura a Slammiversary. Il 17 maggio, ad Impact, Sienna sconfigge la veterana Velvet Sky, in un match che vedeva in palio la carriera in TNA di quest'ultima. Successivamente viene sconfitta da Gail Kim ma dopo l'incontro attacca la wrestler canadese assieme a Maria. Nella puntata di Impact del 31 maggio, Sienna ed Allie vengono sconfitte da Kim e Jade in un tag-team match. A Slammiversary, Sienna conquista il TNA Knockouts Championship dopo aver sconfitto Jade e Gail Kim, grazie all'interferenza di Marti Bell.

### World Wrestling Entertainment (2018)
Nell'estate del 2018 Allysin Kay ha partecipato al Mae Young Classic, torneo femminile organizzato annualmente dalla World Wrestling Entertainment (WWE). L'8 agosto è stata sconfitta dalla sudcoreana Mia Yim al primo turno.

## Personaggio

### Mosse finali
- Saito suplex[9]
- Yokosuka cutter[9]

### Manager
- Maria Kanellis

### Soprannomi
- "AK47"[1]
- "Mount Crush"[3]

### Musiche d'ingresso
- I'm So Sick dei Flyleaf
- Did It On 'Em di Nicki Minaj
- All That dei TLC
- Anvil di Dale Oliver

## Titoli e riconoscimenti
- Absolute Intense Wrestling
  - AIW Women's Championship (1)[1]
- Global Force Wrestling
  - GFW Women's Championship (1)
- National Wrestling Alliance
  - NWA World Women's Championship (1)
  - NWA World Women's Tag Team Championship (1, attuale) – con Marti Belle
- Pro Wrestling Illustrated
  - 8ª tra le 50 migliori wrestler femminili nella PWI Female 50 (2017)
  - 20ª tra le 100 migliori wrestler femminili nella PWI Women's 100 (2019)
- Shine Wrestling
  - Shine Championship (2)
- Total Nonstop Action Wrestling
  - TNA Knockouts Championship (2)
- Women Superstars Uncensored
  - WSU Tag Team Championship (1)[9] – con Sassy Stephie